# Concours international de hautbois du Japon
 (juin 2024).
La mise en forme du texte ne suit pas les recommandations de Wikipédia : il faut le « wikifier ».
Les points d'amélioration suivants sont les cas les plus fréquents. Le détail des points à revoir est peut-être précisé sur la page de discussion.
- Les titres sont pré-formatés par le logiciel. Ils ne sont ni en capitales, ni en gras.
- Le texte ne doit pas être écrit en capitales (les noms de famille non plus), ni en gras, ni en italique, ni en « petit »…
- Le gras n'est utilisé que pour surligner le titre de l'article dans l'introduction, une seule fois.
- L'italique est rarement utilisé : mots en langue étrangère, titres d'œuvres, noms de bateaux, etc.
- Les citations ne sont pas en italique mais en corps de texte normal. Elles sont entourées par des guillemets français : « et ».
- Les listes à puces sont à éviter, des paragraphes rédigés étant largement préférés. Les tableaux sont à réserver à la présentation de données structurées (résultats, etc.).
- Les appels de note de bas de page (petits chiffres en exposant, introduits par l'outil «  Source ») sont à placer entre la fin de phrase et le point final[comme ça].
- Les liens internes (vers d'autres articles de Wikipédia) sont à choisir avec parcimonie. Créez des liens vers des articles approfondissant le sujet. Les termes génériques sans rapport avec le sujet sont à éviter, ainsi que les répétitions de liens vers un même terme.
- Les liens externes sont à placer uniquement dans une section « Liens externes », à la fin de l'article. Ces liens sont à choisir avec parcimonie suivant les règles définies. Si un lien sert de source à l'article, son insertion dans le texte est à faire par les notes de bas de page.
- La présentation des références doit suivre les conventions bibliographiques. Il est recommandé d'utiliser les modèles {{Ouvrage}}, {{Chapitre}}, {{Article}}, {{Lien web}} et/ou {{Bibliographie}}. Le mode d'édition visuel peut mettre en forme automatiquement les références.
- Insérer une infobox (cadre d'informations à droite) n'est pas obligatoire pour parachever la mise en page.

Pour une aide détaillée, merci de consulter Aide:Wikification.
Si vous pensez que ces points ont été résolus, vous pouvez retirer ce bandeau et améliorer la mise en forme d'un autre article.
Le Concours International de hautbois du Japon (国際オーボエコンクール, Kokusai ōboe konkūru) est un concours de musique classique japonaise sponsorisé par la Sony Music Foundation. Il est membre de la Fédération Mondiale de Concours Internationaux de Musique depuis 2011.Le gagnant de la dernière édition (2023) a été l'espagnol Ange Luis Sánchez Moreno.

## Description générale
Cette compétition est une des compétitions internationales d'hautbois plus importantes du monde.
En plus de diffuser la véritable valeur du hautbois, son objectif principal est de produire et de former des hautboïstes, d'élargir leurs opportunités au Japon et dans le monde et de contribuer au développement de la culture musicale dans une perspective internationale.

## Histoire
Il a lieu tous les trois ans depuis 1985. La septième édition a eu lieu à Tokyo, les 8e (2006) à 11e (2006) éditions ont eu lieu au Karuizawa Ohga Hall dans la préfecture de Nagano, et la 12e édition en 2018 s'est tenue à nouveau à Tokyo. . Le 13e concours a été reporté en raison de la pandémie de COVID-19 et a eu lieu en 2023.

## Conditions requises de qualification
Peuvent participer les personnes âgées de 18 à 30 ans, à l'exclusion de celles qui ont obtenu la première place à ce concours dans le passé.

## Comité de juges
Le jury est composé de sept joueurs d'instruments à vent, principalement des hautboïstes célèbres du monde entier et du Japon. Le président du jury est Hans-Jörg Schellenberger, ancien hautboïste solo de l'Orchestre Philharmonique de Berlin. Les juges réguliers comprennent Maurice Bourgue, ancien hautboïste principal de l'Orchestre Philharmonia, Gordon Hunt, ancien hautboïste principal du New Japan Philharmonic et actuel professeur à la Faculté de musique de l'Université nationale des beaux-arts et de la musique, Tokyo Yoshiaki Obata, hautboïste principal du New Japan Philharmonic Orchestra. Philharmonie du Japon. Le jury comprend également le hautboïste Kenichi Furube et le bassoniste principal du Yomiuri Nippon Symphony Orchestra, Masaru Yoshida.
Seizo Suzuki, qui était un ami proche d'Ohga, a été président du jury depuis sa création jusqu'à ce que Shellenberger lui succède, et Ray Still et Ilsey Tanchibudek ont également rejoint le jury à plusieurs reprises.
Outre les membres précédents, Larry Combs (ancien solo de clarinette du Chicago Symphony Orchestra) a participé à la dixième édition, Alan Fogel (hautbois solo du Los Angeles Chamber Orchestra) à la onzième et Dwight Perry (Hautbois) à la douzième édition. de l'Orchestre Symphonique de Cincinnati).

## Calendrier d'examens
Ce concours comprend un tour préliminaire et un tour final. Tout d'abord, un examen préliminaire fermé sera effectué à l'aide de sources sonores enregistrées, et ceux qui réussiront seront sélectionnés pour participer au premier tour préliminaire, au deuxième tour préliminaire (demi-finale) et à la sélection principale (finale) qui auront lieu au Japon.

## Prix
Dans ce concours, la 1ère à la 3ème place sera attribuée et ceux de la 4ème place et moins recevront des prix. En outre, il y a le Sony Award (pour tous les candidats de la phase finale), le Prix d'encouragement (décerné aux candidats de nationalité japonaise jugés aptes par le comité de jugement) et le Prix du public (le douzième candidat à partir de maintenant). . À partir du dixième concours, le premier prix recevra un autre nom, Ohga Prize, en l'honneur de Norio Ohga (premier président de la Sony Music Foundation), qui fut le promoteur de ce concours. Les gagnants recevront des certificats et des prix en espèces, et les meilleurs gagnants se produiront lors du concert des meilleurs gagnants et du jury le lendemain de la finale.

## Liste de gagnants antérieurs
| An   | Première prix                  | Deuxième prix                    | Troisième prix                    |
| ---- | ------------------------------ | -------------------------------- | --------------------------------- |
| 2023 | Ángel Luis Sánchez Moreno      | Hyun Jung Song                   | Leonid Surkov                     |
| 2018 | Désert                         | Yuka Asahara                     | Andrey Cholokyan Armand Djikoloum |
| 2015 | Kanami Araki                   | Juri Vallentin                   | Philibert Perrine                 |
| 2012 | Olivier Stankiewicz            | Ami Kaneko                       | Nanako Kondo                      |
| 2009 | Ivan Podyomov Viola Wilmsen    | Philippe Tondre                  | Désert                            |
| 2006 | Lucas Macías Navarro           | Nora Cismondi                    | Mikhail Zhuravlev                 |
| 2003 | Vilem Vevelka                  | Martin Frutiger Domenico Orlando | Sebastián Gimeno Balboa           |
| 2000 | Alexandre Gattet               | Désert                           | Sébastien Giot Pavel Sokolov      |
| 1997 | Désert                         | Yeon-Hee Kwak                    | Anne Regine Eric Speller          |
| 1994 | Giovanni Deangeli Paolo Grazia | Désert                           | Matthias Backer                   |
| 1991 | Jérôme Guichard                | Brigitte Horlitz                 | Mika Takai                        |
| 1988 | Désert                         | Alex Klein Jacques Tys           | Peter W. Cooper                   |
| 1985 | Désert                         | Isao Tsuji Francis-Xavier Bourin | Jean-Pierre Arnaud                |

## References
1. ↑  (en) « Tokyo - International Oboe Competition of Japan », www.wfimc.org, World Federation of International Music Competitions (consulté le 25 mai 2024)
2. 1 2  (es) Redacción, « Ángel Luis Sánchez gana el Internacional Oboe Competition of Japan 2023 », Melómano - La revista de música clásica, 25 octobre 2023 (consulté le 25 mai 2024)
3. ↑  « La Sony Music Foundation presenta el "12º CONCURSO INTERNACIONAL DE OBOE DE JAPÓN 2018 en Tokio" », 6 de noviembre de 2017 (consulté le 25 mai 2024)
4. ↑  « Competition », 国際オーボエコンクール | THE INTERNATIONAL OBOE COMPETITION OF JAPAN,‎ 20 juin 2018 (consulté le 25 mai 2024)